# Iran ved sommer-OL 2012
Iran deltog ved Sommer-OL 2012 i London som blev arrangeret i perioden 27. juli til 12. august 2012.

## Medaljer
| 2012 London | Guld | Sølv | Bronze | Total |
| Iran        | 4    | 5    | 3      | 12    |

## Medaljevinderne
| Iran ved sommer-OL 2012 i Athen | Iran ved sommer-OL 2012 i Athen | Iran ved sommer-OL 2012 i Athen | Iran ved sommer-OL 2012 i Athen | Iran ved sommer-OL 2012 i Athen |
| Medaljer                        | Atlet                           | Sport                           | Øvelse                          | Resultat                        |
| ------------------------------- | ------------------------------- | ------------------------------- | ------------------------------- | ------------------------------- |
| Gull                            | Omid Norouzi                    | Brydning                        | Græsk-romersk stil 60 kg mænd   |                                 |
| Gull                            | Ghasem Rezaei                   | Brydning                        | Græsk-romersk stil 96 kg mænd   |                                 |
| Gull                            | Behdad Salimi                   | Vægtløftning                    | +105 kg, mænd                   | 455 kg                          |
| Gull                            | Hamid Sourian                   | Brydning                        | Græsk-romersk stil 55 kg mænd   |                                 |
| Sølv                            | Sajjad Anoushiravani            | Vægtløftning                    | +105 kg, mænd                   | 449 kg                          |
| Sølv                            | Sadegh Goudarzi                 | Brydning                        | Fri stil 74 kg mænd             |                                 |
| Sølv                            | Ehsan Hadadi                    | Atletik                         | Diskos, mænd                    | 68,18 meter                     |
| Sølv                            | Mohammad Bagheri Motamed        | Taekwondo                       | Letvægt (68 kg), mænd           |                                 |
| Sølv                            | Navab Nassirshalal              | Vægtløftning                    | 105 kg, mænd                    | 411 kg                          |
| Bronze                          | Komeil Ghasemi                  | Brydning                        | Fri stil 120 kg mænd            |                                 |
| Bronze                          | Ehsan Lashgari                  | Brydning                        | Fri stil 84 kg mænd             |                                 |
| Bronze                          | Kianoush Rostami                | Vægtløftning                    | 85 kg, mænd                     | 380 kg                          |